# Ratpenat groc de Michoacán
El ratpenat groc de Michoacán (Rhogeessa mira) és una espècie de ratpenat de la família dels vespertiliònids. És endèmic de Michoacán (Mèxic). El seu hàbitat natural són les zones semiàrides de plana, on se'l troba a complexos de cactus i mesquit, així com a boscos de galeria. Es tracta d'un animal insectívor. Està amenaçat per la destrucció del seu hàbitat a causa del desenvolupament de la presa Infiernillo.